# Pérdix (mitología)

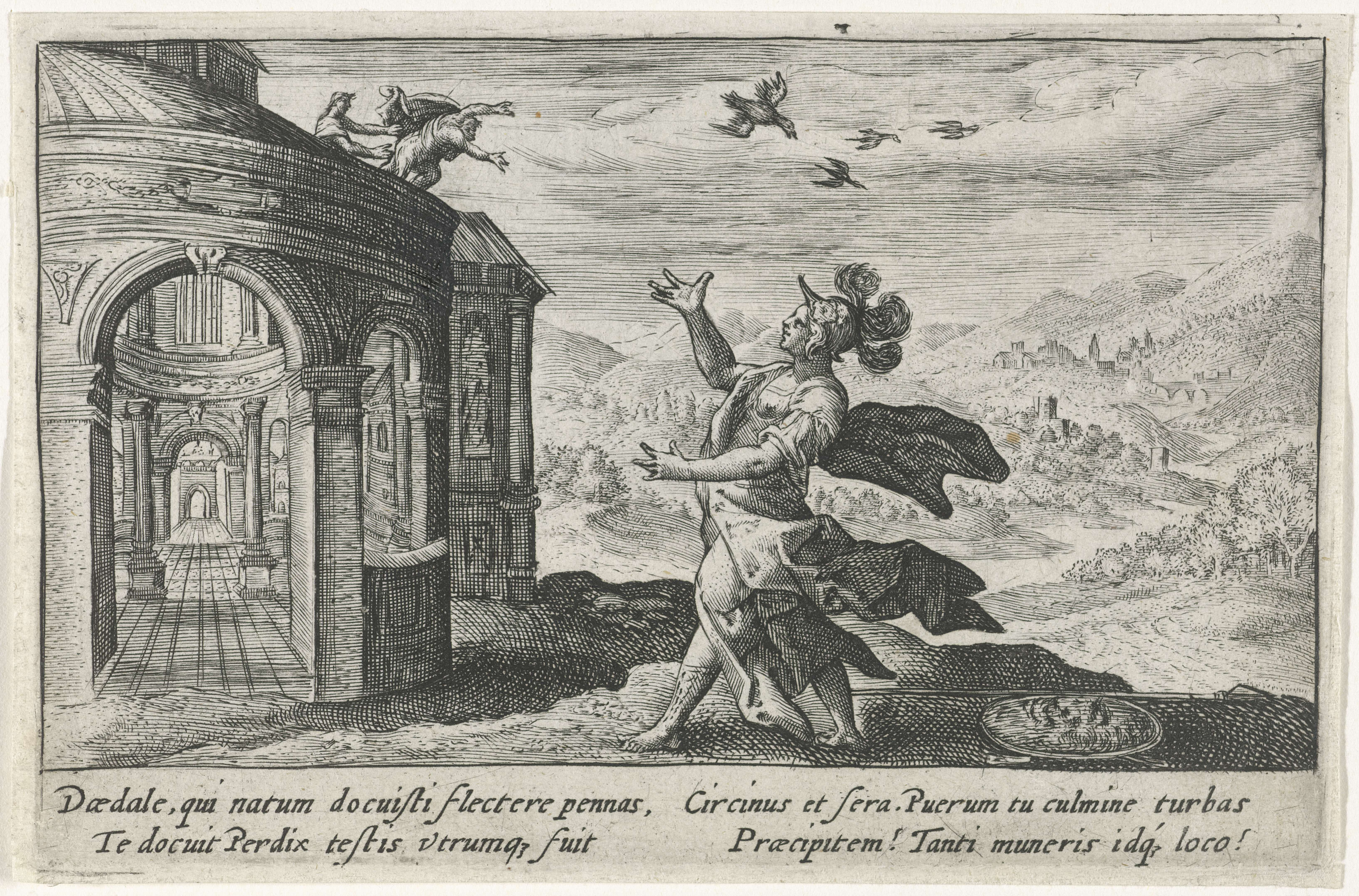
Dibujo donde se ve a Dédalo teniendo celos de Pérdix y siendo expulsado del templo de Minerva. Minerva interviene y convierte a Perdix en un pájaro perdiz. En el margen un título de cuatro líneas, a dos columnas, en latín.

En la mitología griega, Pérdix (en griego, Πέρδιξ) era el hijo de la hermana de Dédalo, de quien fue alumno. Se considera a Pérdix como el inventor de varios instrumentos, principalmente para trabajar la madera. Dependiendo de las fuentes Pérdix también es llamado como Talo, Tálao, Calo o incluso Atalo—llamándose entonces Pérdice o Pérdix a la hermana de Dédalo—; según los mitógrafos es mejor considerar las diversas leyendas sobre los tres como referidas a una única persona: el sobrino de Dédalo. 
Las invenciones que se le atribuyen a Pérdix son: la sierra, cuya idea se dice que le fue inspirada por la espina de un pescado o la mandíbula de una serpiente, el formón, el compás y el torno de alfarería. Sus habilidades provocaron los celos de Dédalo, quien terminó empujándolo desde lo alto del templo de Atenea en la Acrópolis, pero la diosa, que favorece al ingenio, lo vio caer y cambió su destino transformándolo en un ave bautizada con su nombre: la perdiz. Esta ave no hace su nido en los árboles ni vuela alto, sino que anida en los setos y evita los lugares elevados, consciente de su caída. Por su crimen, Dédalo fue juzgado y desterrado.
Referencias mitológicas
La figura de Perdix aparece en el famoso mito de Dédalo  e Ícaro. Cuando Minos   encerró a Dédalo y a su hijo en el laberinto, Dédalo le pegó unas alas de cera al cuerpo de Ícaro para ayudarle a escapar, advirtiéndole de que no debía volar cerca del sol puesto que se derretirían. Ícaro no hizo caso a su padre y sus alas se derritieron y cayó al mar. Tras esto, Dédalo lloró lamentando la pérdida de su hijo y el canto de la perdiz era la melodía que acompañaba semejante tragedia. La perdiz, como símbolo, es significativa en el contexto de la mitología. A diferencia de Ícaro, que cayó al mar por volar demasiado cerca del sol, la perdiz es un ave que no vuela alto y prefiere quedarse cerca del suelo, lo cual puede interpretarse como una lección de prudencia y humildad.
Referencias amorosas

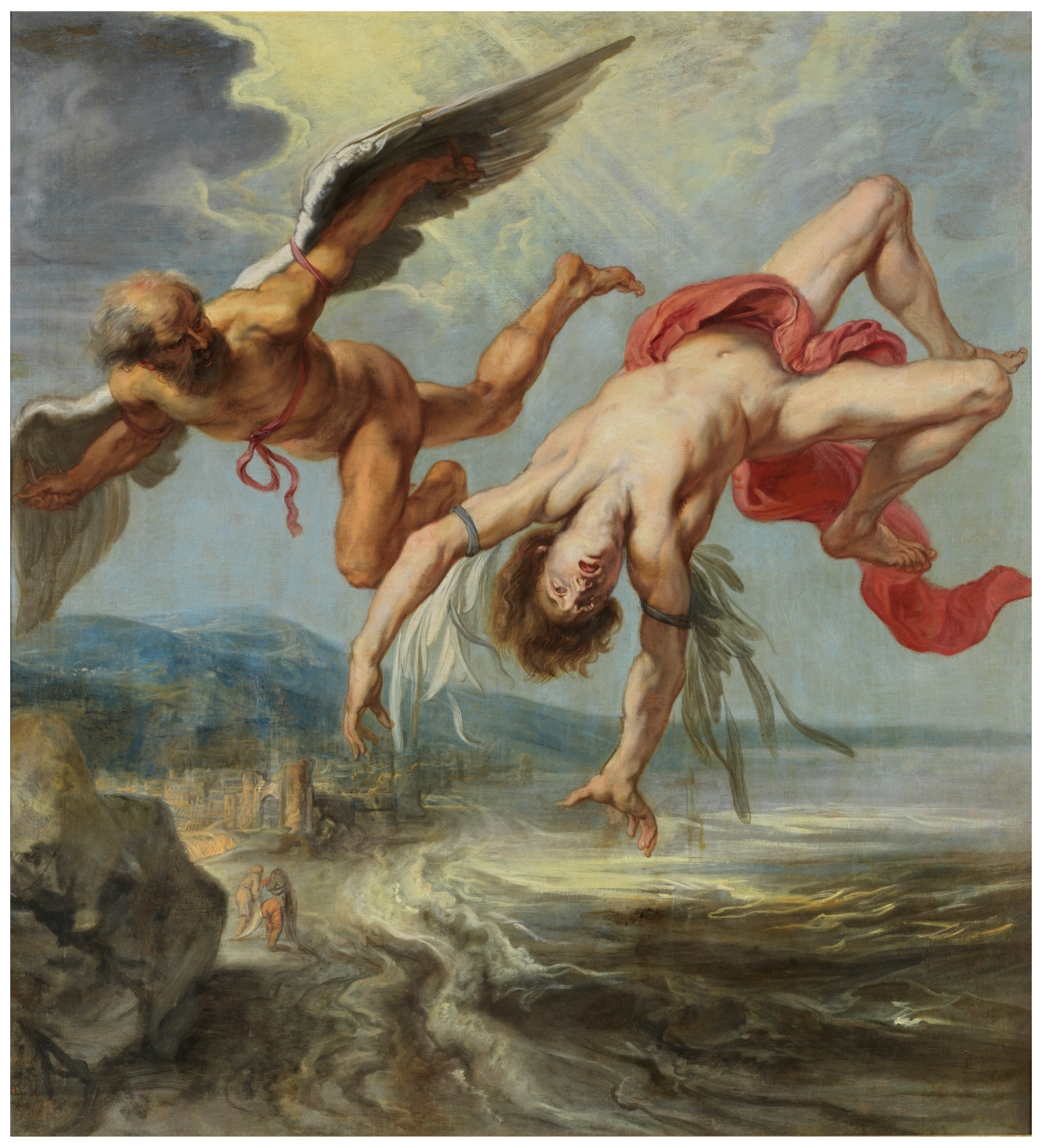
La caída de Ícaro, cuadro de Rubens ubicado en el Prado.

A diferencia de muchos personajes en la mitología, Perdix no tiene mitos de amores a causa de su corta vida y a su rol más enfocado en la invención y la envidia que despertó en su tío Dédalo. Ateneo, en cambio, nos dice que Tálao fue el efebo de Radamantis.
Referencias en fuentes clásicas
	1.Ovidio, en su obra “Metamorfosis” (Libro VIII, 236-259), describe la envidia de Dédalo y la transformación de Perdix en un ave.
	2.Diodoro Sículo, en su “Biblioteca histórica” (Libro IV, 76), también narra el relato de Perdix y su invención de la sierra y el compás.
	3.Higino, en sus “Fábulas” (Fábula 39), ofrece una versión similar de la historia de Perdix y Dédalo.
Estos textos clásicos ayudan a preservar y transmitir la historia de Perdix y su transformación, ilustrando temas de creatividad, envidia y la intervención divina en la mitología griega.